# Francisco Maroto del Ojo
Francisco Maroto del Ojo (Granada, 15 de març de 1906 – Alacant, 12 de juliol de 1940) fou un militant anarcosindicalista andalús.

## Biografia
Treballava com ebenista i va representar al Sindicat de la Fusta de la CNT-AIT de Granada al Congrés de la CNT d'Andalusia de 1932, on va defensar amb èxit la postura que el Comunisme Llibertari no necessitava un "programa". Al Congrés de la CNT de 1936 va representar tant al Sindicat de la Fusta de la CNT d'Alacant i a la Federació Local de CNT Granada, al Congrés de 1936 va treballar en la ponència "Anàlisi d'activitat i fixació de normes". Fou detingut moltes vegades (vegeu els diaris del Defensor de Granada o d'El Ideal), la detenció més coneguda va ser quan va ser incendiat la seu del diari Ideal de Granada, pel seu suport declarat i descarat a l'intent de cop d'Estat de Sanjurjo l'agost de 1932.
Es trobava a Alacant quan es va produir el cop d'estat del 18 de juliol de 1936 que va derivar en la Guerra Civil. A l'agost organitza la Columna Maroto, al principi amb 270 homes, però que arribarà a les 6 centúries (600 homes i dones) i més tard es creu que aproximadament els 1.000. Marxarà a Granada, vencent als revoltats en diversos focus locals a la província, i triomfant en diverses escaramusses.
Va mantenir un enfrontament verbal amb el governador civil d'Almeria Gabriel Morón Díaz, a qui acusà de no ajudar els refugiats malaguenys i de desarmar els milicians. Fou detingut per les autoritats republicanes, fou traslladat a la Caserna de Metralladores de Baza, on va romandre tancat fins a març de 1937. Després dels fets de maig de 1937 fou acusat pels comunistes de deslleialtat i d'espiar per als feixistes (l'acusaven de col·laborar amb Los Niños de la Noche, que s'encarregada de treure de Granada gent compromesa amb els sublevats) raó per la qual el condemnaren a mort, però la pena fou anul·lada i li reintegraren el comandament de la seva columna el 1938 fins que fou convertida en 137a Brigada Mixta.
A Baza es va reunir amb Joan Garcia Oliver per programar el pla guerriller Camborio. Va participar en el Ple Regional d'Andalusia de setembre de 1938 que es va celebrar a Baza, recolzant M. Pérez com a Secretari de la CNT d'Andalusia i va polemitzar amb Zimmermann.
Maroto serà ferit al final de la guerra i fou hospitalitzat a Almeria i Guadix. Quan la guerra va acabar va aconseguir arribar a Alacant però no podent sortir. Fou capturat i executat el 12 de juliol de 1940, no se sap si va morir afusellat o per les pallisses i tortures prèvies que li infligiren els falangistes.